# Tjoa Sie Lian
Sie Lian Tjoa (Soerabaja, 15 mei 1903 – Antwerpen, 29 augustus 1972) was een biljarter die in het voormalige Nederlands-Indië werd geboren. Hij nam van seizoen 1929–1930 tot en met 1931–1932 deel aan het Nederlands kampioenschap ankerkader 45/2 in de ereklasse.

## Deelname aan Nederlandse kampioenschappen in de Ereklasse
| Nr. | Kampioenschap     | Plaats     | Klassering | Alg. gemiddelde |
| --- | ----------------- | ---------- | ---------- | --------------- |
| 1.  | AK 45/2 1929–1930 | Den Haag   | 5e         | 11,56           |
| 2.  | AK 45/2 1930–1931 | Leeuwarden | 5e         | 11,71           |
| 3.  | AK 45/2 1931–1932 | Utrecht    | 4e         | 13,30           |